# Phil Ruffin
Phillip Gene "Phil" Ruffin, född 14 mars 1935, är en amerikansk affärsman och företagsledare. Han kontrollerar sitt holdingbolag Ruffin Holdings, Inc. som har intressen inom detaljhandel, fastigheter, hundkapplöpning, kasinon, och petroleum. Ruffin ägde kasinot New Frontier Hotel and Casino mellan 1997 och 2007, när han sålde egendomen till den israeliska affärsmannen Yitzhak Tshuva och hans fastighetsbolag El-Ad Group för $1,2 miljarder, Ruffin tjänade över en miljard dollar på den försäljningen. I mars 2009 köpte han ett annat kasino i Treasure Island Hotel and Casino från MGM Mirage för $775 miljoner. Den 10 november 2015 avslöjade Ruffin att han hade en månad tidigare lagt ett bud värt $1,3 miljarder på kasinot The Mirage men det nobbades av MGM Resorts International.
Han är också delägare i vännen Donald Trumps hotell Trump International Hotel Las Vegas som var granne med Ruffins gamla kasino New Frontier. Trump var best man när Ruffin gifte sig 2008 med den ukrainska modellen Oleksandra Nikolajenko.
Den amerikanska ekonomitidskriften Forbes rankade Ruffin till världens 887:e rikaste med en förmögenhet på $2,7 miljarder för den 8 september 2018.
Han studerade vid Washburn University och Wichita State University men avlade ingen examen.